# Рубингер, Давид
Давид (Дитрих) Рубингер (нем. Dietrich Rubinger, ивр. דוִד רוּבִּינגֶר‎; 29 июня 1924, Вена, Австрия — 2 марта 2017, Иерусалим, Израиль) — израильский фотограф. Рубингер, на протяжении карьеры сделавший более полумиллиона снимков, является автором ряда фотографий из числа наиболее известных в Израиле, в том числе снимка «Парашютисты у Стены Плача». Лауреат Премии Израиля (1997).

## Биография
Родился в Вене. Отец, Кальман, был торговцем металлоломом. В 1938 году, после аншлюса Австрии нацистской Германией, отец был арестован и отправлен в Дахау, но благодаря родственнику в Лондоне ему удалось освободиться и уехать в Англию в 1939 году. Тогда же Давид Рубингер получил разрешение на въезд в подмандатную Палестину. Его мать, Анна, осталась в Вене, через три года также была арестована и отправлена в концлагерь Малый Тростенец в Белоруссии, где и погибла.
В Палестине Рубингер присоединился к кибуцу Бейт-Зера, а позже к кибуцу Тель-Амаль. В 1942 году, в возрасте 18 лет, пошёл с ещё 17 еврейскими юношами и девушками добровольцем в британскую армию. Участвовал в Североафриканской кампании, затем был переведён на Мальту, принял участие в высадке союзников в Барлетте (Италия) и дошёл до Германии. Оттуда вместе с другими служащими Еврейской бригады был направлен в Бельгию, поскольку британское командование опасалось акций возмездия немецкому населению со стороны солдат-евреев.
В августе 1945 года, в годовщину освобождения Парижа, Рубингер с сослуживцем получили увольнительную в этот город и два билета в Парижскую оперу. На спектакль они опоздали, но, коротая время в соседнем баре, познакомились с местными девушками. Между одной из них, Клодеттой Вадро, и Рубингером начался роман, который, однако, продлился недолго. При расставании Клодетта подарила Давиду его первый фотоаппарат марки «Аргус». С этого началось увлечение Рубингера фотографией, продлившееся всю оставшуюся жизнь.

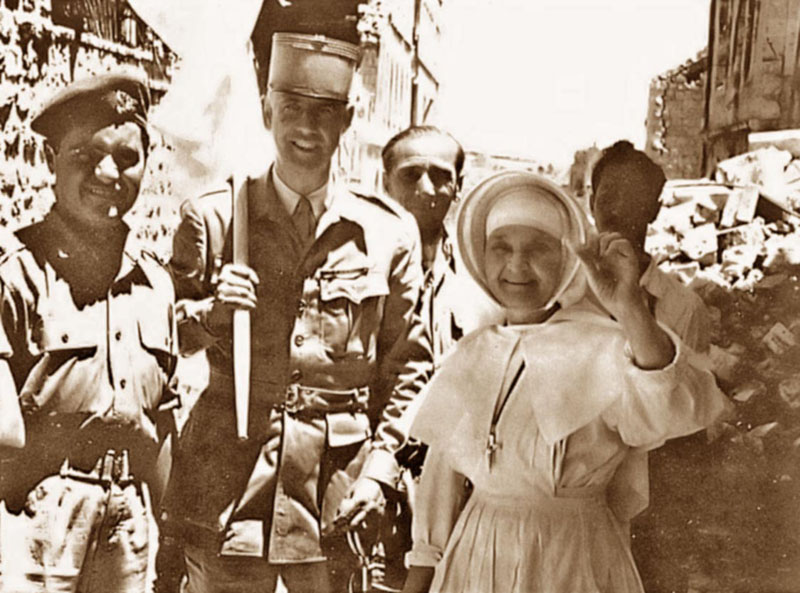
Монахиня с зубными протезами, фотография Давида Рубингера

В 1946 году Рубингер вернулся в Палестину с невестой, Анни Райзлер — его дальней родственницей, пережившей Холокост. В ходе Войны за независимость Израиля он командовал взводом в Иерусалиме; в этот же период в газетах «Давар ха-Шавуа» и «Ха-олам ха-зе» стали появляться его первые фотоработы. По окончании войны Рубингер некоторое время служил в Управлении картографии и фотографии АОИ, а с 1951 по 1953 год был штатным фотографом редакции «Ха-олам ха-зе». После этого он работал в газете «Едиот Ахронот», а в 1954 году стал стрингером журнала Time в Израиле (это произошло после публикации его первой работы, получившей известность — снимка католической монахини, разыскивавшей выпавшие зубные протезы на нейтральной полосе между Израилем и Иорданией). Два года спустя он по заданию журнала Life делал фоторепортажи с театра боевых действий Синайской кампании и с тех пор сотрудничал с этим изданием на протяжении более чем 60 лет, установив рекорд продолжительности работы среди его фотожурналистов. Он также сотрудничал как фоторедактор с газетой Jerusalem Post и был штатным фотографом кнессета.
Рубингер, за свою профессиональную карьеру сделавший более полумиллиона фотоснимков, был позже назван Шимоном Пересом «фотографом рождающейся нации». Он фотографировал всех современных ему руководителей Израиля, часто в интимной, непринуждённой обстановке — среди его снимков Голда Меир, кормящая внука, и Менахем Бегин, помогающий обуться своей жене Ализе. Бегина он снимал также в ходе исторического визита в Египет в 1977 году, а в 1983 году в течение месяца сопровождал в Вашингтоне президента США Рональда Рейгана. На его снимках можно увидеть израильских десантников, возвратившихся домой после освобождения заложников в Энтеббе, Марка Шагала, работающего над росписью кнессета, эфиопских евреев, эвакуированных в Израиль в ходе операции «Моисей», отказника-диссидента Натана Щаранского, в 1986 году спускающегося по трапу самолёта в израильском аэропорту, окровавленный текст «Песни о мире», снятый с тела убитого премьер-министра Ицхака Рабина. Рубингер часто проводил фотосессии во время съёмок в Израиле голливудских кинокартин, в том числе «Бен-Гур».

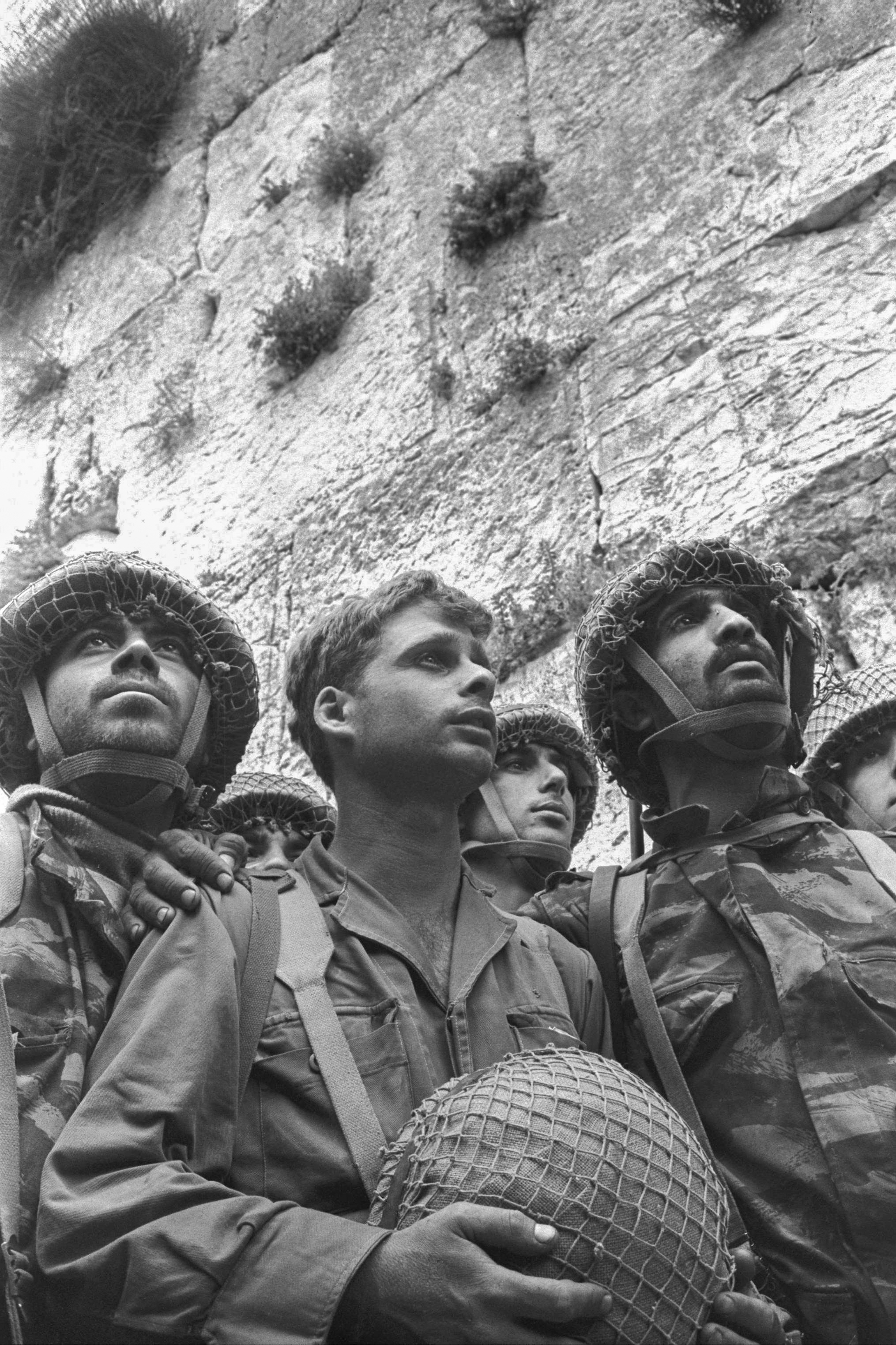
Парашютисты у Стены плача, фотография Давида Рубингера

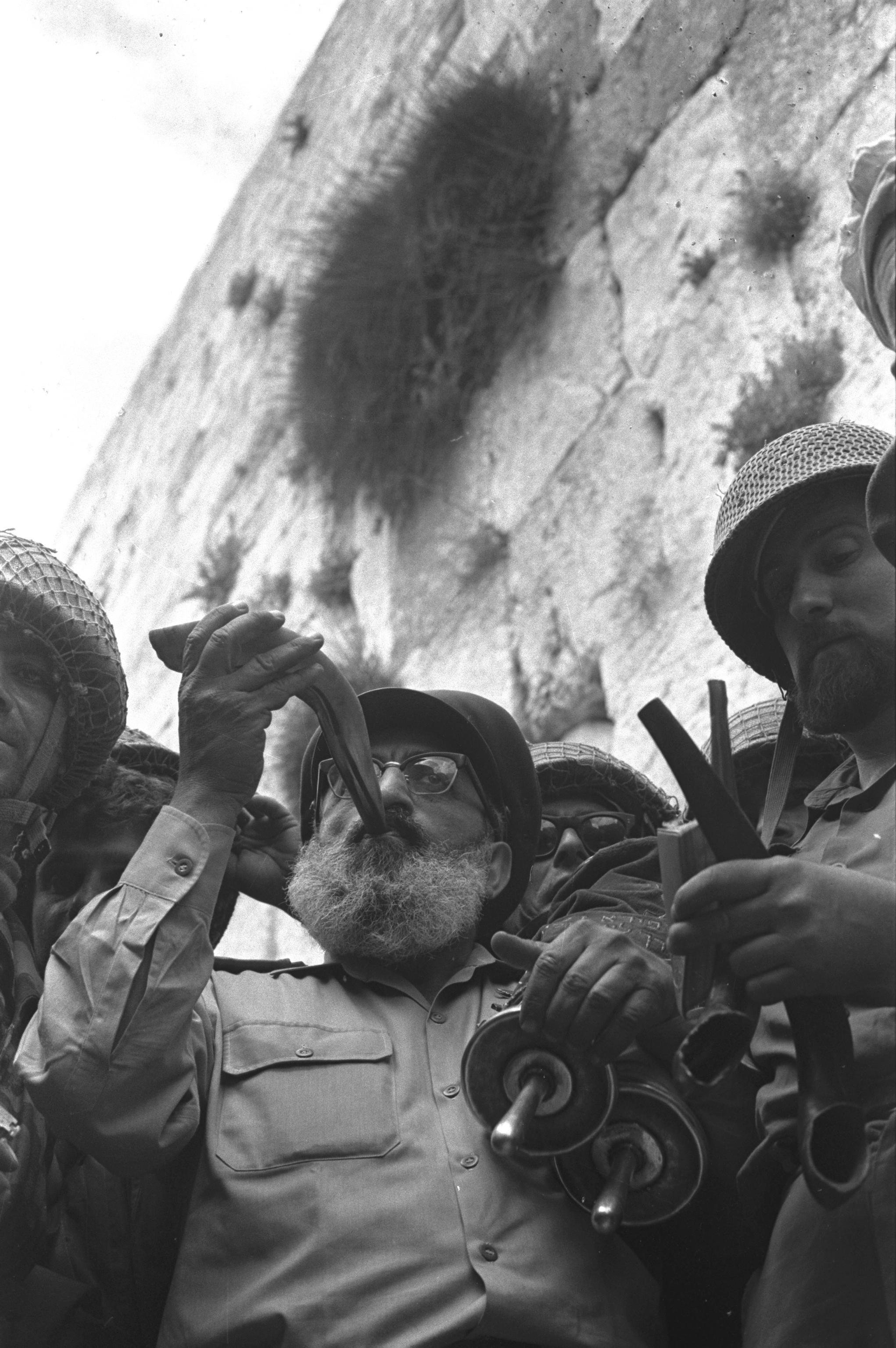
Раввин Шломо Горен трубит в шофар у Стены плача, фотография Давида Рубингера

Самой известной из фоторабот Рубингера, однако, считается снимок израильских десантников у Стены плача, сделанный в ходе Шестидневной войны сразу после того, как израильские войска заняли Старый город Иерусалима. Репортёр прилетел в Иерусалим с Синайского полуострова, где снимал боевые действия, на вертолёте, эвакуировавшем раненых солдат, и, по собственным воспоминаниям, прибыл к Стене плача менее чем через полчаса после того, как Храмовая гора перешла в руки израильтян. Он остановил троих солдат и сделал с ними несколько фотографий, снимая их снизу, с земли (между Стеной плача и стенами окружающих домов в это время был только узкий проход). После этого Рубингер сфотографировал также только что прибывшего к Стене плача главного армейского раввина Шломо Горена. Он считал, что известность получит фотография Горена, и критически отзывался, как тогда, так и впоследствии, о фотографии десантников, однако знаменитой стала именно она. Рубингер передал фотографию в пресс-службу правительства Израиля, которая её широко растиражировала. В дальнейшем, когда снимок без согласия автора начали публиковать различные коммерческие издания, Рубингер попытался обратиться в суд, но согласно судебному решению фотография была объявлена национальным достоянием, на которое не распространялись авторские права создателя. Впоследствии фотография сравнивалась со знаменитым снимком американских военнослужащих, устанавливающих флаг на Иводзиме.
В 1982 году Давид Рубингер получил от Израильского музея премию имени Энрике Кавлина, вручаемую за вклад в фотоискусство, а в 1997 году был удостоен Премии Израиля. Хотя его брак с Анни задумывался как фиктивный и имел целью только обеспечить ей право на въезд в Палестину, он продлился более полувека — до её смерти в 2000 году. В этом браке родились дочь Тамар и сын Ами. После смерти Анни, в возрасте 78 лет, Рубингер познакомился с Ционой Спивак, которая некоторое время жила с ним, но в 2004 году была убита своим бывшим садовником-арабом. Сам Рубингер продолжал работать и после достижения 90-летнего возраста и снимал в частности присягу нового правительства Израиля в 2015 году. В 2008 году увидела свет его иллюстрированная автобиография «Израиль сквозь мою линзу». Давид Рубингер умер от рака в марте 2017 года, на 93-м году жизни.